# Liste der Monuments historiques in Saint-Quantin-de-Rançanne
Die Liste der Monuments historiques in Saint-Quantin-de-Rançanne führt die Monuments historiques in der französischen Gemeinde Saint-Quantin-de-Rançanne auf.

## Liste der Bauwerke
| Bezeichnung       | Beschreibung              | Standort | Kennzeichnung | Schutzstatus | Datum | Bild           |
| ----------------- | ------------------------- | -------- | ------------- | ------------ | ----- | -------------- |
| Kirche St-Quentin | Erbaut im 12. Jahrhundert | (Lage)   | PA00105223    | Inscrit      | 1925  | weitere Bilder |